# 挪威鎮區 (明尼蘇達州菲爾莫爾縣)
挪威鎮區（英語：Norway Township）是位於美國明尼蘇達州菲爾莫爾縣的一個行政鎮區。

## 歷史
挪威鎮區於1860年成立，因大部份的定居者皆來自挪威而得名

## 地方資料
挪威鎮區的面積為92.71平方千米，當中陸地面積為92.71平方千米，而水域面積為0.00平方千米。根據2020年美國人口普查的數據，當地共有人口370人，而人口密度為每平方千米3.99人。